# Иннокентий (Платонов)
Архимандри́т Инноке́нтий (в миру Иван Васильевич Платонов; около 1773, Московская губерния — 18 (30) декабря 1842, Москва) — архимандрит нескольких монастырей, ординарный профессор Московского университета.

## Биография
Родился в семье священника Московской губернии. Учился в Калужской и Троицкой семинарии в Троице-Сергиевой лавре. В семинарии получил фамилию Платонов. По окончании учёбы назначен учителем словесности, географии, арифметики и древних языков в Перервинскую семинарию, в которой преподавал около четырёх лет. 
29 июня 1799 года был рукоположён в сан священника в церкви Святой Софии на Лубянке в Москве, в 1801 году переведён в церковь Неопалимой Купины на Девичьем поле. Исполнял пастырские должности при Московском надворном суде.
Овдовев, 8 декабря 1819 года постригся в монашество с именем Иннокентий и был произведён в архимандрита московского Златоустовского монастыря и назначен ректором Заиконоспасских училищ. В 1820 году перемещён в Андроников монастырь.
С конца 1821 года был ректором Пензенской духовной семинарии и настоятелем Нижнеломовского Казанского монастыря Пензенской епархии, но уже 27 апреля 1822 года был перемещён в Новгород архимандритом Антониева монастыря и ректором Новгородской духовной семинарии, а также членом духовной консистории. Через год стал настоятелем московского Богоявленского монастыря, членом консистории. С 1824 года утверждён ординарным профессором Московского университета по кафедре толкования Священного Писания и церковной истории отделения нравственных и политических наук. В 1827 году прекратил преподавание в университете в связи с переводом настоятелем нижегородского Печерского монастыря.